# Andreas Möller
Andreas Möller, conocido como Andy Möller, (Fráncfort del Meno; 2 de septiembre de 1967) es un exfutbolista y entrenador alemán que jugaba como mediocentro ofensivo o también conocido como extremo. Fue internacional con la selección de fútbol de Alemania, con la que ganó el Mundial 1990 y la Eurocopa 1996.
Andreas Möller fue internacional con Alemania en 85 ocasiones, consiguiendo 29 goles. Además de los dos títulos alcanzados con la selección, también disputó los campeonatos mundiales de 1994 y 1998, así como la Eurocopa de 1992.

## Clubes
| Club                | País             | Año       |
| ------------------- | ---------------- | --------- |
| Eintracht Frankfurt | Alemania Federal | 1985-1987 |
| Borussia Dortmund   | Alemania Federal | 1987-1990 |
| Eintracht Frankfurt | Alemania         | 1990-1992 |
| Juventus            | Italia           | 1992-1994 |
| Borussia Dortmund   | Alemania         | 1994-2000 |
| Schalke 04          | Alemania         | 2000-2003 |
| Eintracht Frankfurt | Alemania         | 2003-2004 |

## Palmarés

#### Torneos Locales
| Título                | Club              | País             | Año     |
| --------------------- | ----------------- | ---------------- | ------- |
| Copa de Alemania      | Borussia Dortmund | Alemania Federal | 1988-89 |
| Bundesliga            | Borussia Dortmund | Alemania         | 1994-95 |
| Supercopa de Alemania | Borussia Dortmund | Alemania         | 1995    |
| Bundesliga            | Borussia Dortmund | Alemania         | 1995-96 |
| Supercopa de Alemania | Borussia Dortmund | Alemania         | 1996    |
| Copa de Alemania      | Schalke 04        | Alemania         | 2000-01 |
| Copa de Alemania      | Schalke 04        | Alemania         | 2001-02 |

#### Torneos internacionales
| Título                 | Club                  | Sede       | Año     |
| ---------------------- | --------------------- | ---------- | ------- |
| Copa Mundial de Fútbol | Selección de Alemania | Italia     | 1990    |
| Copa de la UEFA        | Juventus              | Italia     | 1992-93 |
| Eurocopa               | Selección de Alemania | Inglaterra | 1996    |
| UEFA Champions League  | Borussia Dortmund     | Alemania   | 1996-97 |
| Copa Intercontinental  | Borussia Dortmund     | Japón      | 1997    |

- Datos: Q155919
- Multimedia: Andreas Möller (footballer) / Q155919